# European Association of Archaeologists
Die European Association of Archaeologists (deutsch: Europäische Vereinigung der Archäologen), kurz EAA, ist ein gemeinnütziger Verein, der für Archäologen und Wissenschaftler verwandter Disziplinen sowie  interessierte Personen oder Einrichtungen in Europa und darüber hinaus offen ist. Er wurde 1994 auf einer Eröffnungssitzung in Ljubljana, Slowenien, gegründet, wo seine Statuten offiziell genehmigt wurden. Die EAA wurde im Jahr 1999 vom Europarat anerkannt und im Jahr 2003 auf partizipativen Status umgestellt. Der EAA gehören weltweit über 11.000 Mitglieder aus 60 Ländern an, die in der prähistorischen, klassischen, mittelalterlichen oder historischen Archäologie tätig sind. Die EAA hält eine jährliche Konferenz und veröffentlicht die Zeitschrift European Journal of Archaeology sowie den digitalen Newsletter The European Archaeologist (TEA). Der Sitz des Vereins befindet sich in Prag, Tschechien. Die EAA kommuniziert öffentlich in englischer Sprache.

## Mission
Die EAA setzt berufliche und ethische Standards archäologischer Arbeit durch ihre Satzung, den Verhaltenskodex, die Grundsätze der Umsetzung von Rettungsarchäologie und den Verhaltenskodex für die Ausbildung zur Feldforschung.
Die Ziele der EAA sind laut Satzung:
- Die Entwicklung der archäologischen Forschung und den Informationsaustausch in der europäischen Archäologie zu fördern.
- Die Verwaltung und die öffentliche Darstellung des archäologischen Erbes in Europa zu unterstützen.
- Angemessene ethische und wissenschaftliche Standards in der archäologischen Arbeit zu fördern.
- Die Interessen hauptamtlicher Archäologen in Europa zu vertreten.
- Die Zusammenarbeit mit anderen Organisationen, die vergleichbare Ziele besitzen, zu fördern.[4]

Die EAA gibt eine Zeitschrift heraus (European Journal of Archaeology), versendet zweimal im Jahr einen Rundbrief (The European Archaeologist) und organisiert Konferenzen und Seminare. Die EAA richtete den European Archaeological Heritage Prize (Preis des europäischen archäologischen Erbes) ein. Dieser wird regelmäßig an Einzelpersonen, Institutionen oder lokale und regionale Regierungen für herausragende Beiträge zur Erhaltung und Präsentation des europäischen Erbes verliehen.
Eine Vollmitgliedschaft ist nur professionellen Archäologen möglich, andere können eine assoziierte Mitgliedschaft beantragen.

## Jährliche Treffen
Das EAA-Eröffnungstreffen fand im September 1994 in Ljubljana, Slowenien, statt. Das offizielle erste Jahrestreffen fand im September 1995 in Santiago de Compostela, Spanien, statt und seitdem findet jedes Jahr ein Jahrestreffen statt. In der folgenden Tabelle sind die Veranstaltungsorte und Termine aufgeführt.
|     | Ljubljana, Slowenien          | 22.–25. September 1994       |
| 1   | Santiago de Compostela        | 20.–25. September 1995       |
| 2   | Riga, Lettland                | 25.–29. September 1996       |
| 3   | Ravenna, Italien              | 24.–28. September 1997       |
| 4   | Göteborg, Schweden            | 23.–27. September 1998       |
| 5   | Bournemouth, Großbritannien   | 14.–19. September 1999       |
| 6   | Lissabon, Portugal            | 12.–17. September 2000       |
| 7   | Esslingen, Deutschland        | 19.–23. September 2001       |
| 8   | Thessaloniki, Griechenland    | 24.–28. September 2002       |
| 9   | St. Petersburg, Russland      | 10.–14. September 2003       |
| 10  | Lyon, Frankreich              | 5.–12. September 2004        |
| 11  | Cork, Irland                  | 5.–11. September 2005        |
| 12  | Krakau, Polen                 | 19.–24. September 2005       |
| 13  | Zadar, Kroatien               | 18.–23. September 2007       |
| 14  | La Valletta, Malta            | 16.–21. September 2008       |
| 15  | Riva del Garda, Italien       | 15.–20. September 2009       |
| 16  | Den Haag, Niederlande         | 1.–5. September 2010         |
| 17  | Oslo, Norwegen                | 14.–18. September 2011       |
| 18  | Helsinki, Finnland            | 30. August–1. September 2012 |
| 19  | Pilsen, Tschechische Republik | 4.–8. September 2013         |
| 20  | Istanbul, Türkei              | 10.–14. September 2014       |
| 21  | Glasgow, Schottland           | 2.–5. September 2015         |
| 22  | Vilnius, Litauen              | 31. August–4. September 2016 |
| 23  | Maastricht, Niederlande       | 30. August–3. September 2017 |
| 24  | Barcelona, Spanien            | 5.–8. September 2018         |
| 25  | Bern, Schweiz                 | 4.–8. September 2019         |
| 26  | Virtuell, online              | 26.–30. August 2020          |
| 27  | Kiel, Deutschland             | 8.–11. September 2021        |
| 28  | Budapest, Ungarn              | 31. August–3. September 2022 |
| 29  | Belfast, Nordirland           | 30. August–2. September 2023 |
| *30 | Rom, Italien                  | 26.–31. August 2024          |
| *31 | Belgrad, Serbien              | August–September 2025        |
| *32 | Athen, Griechenland           | August–September 2026        |

* Die mit einem Sternchen markierten sind demnächst verfügbar